# Diplogrammus gruveli
Diplogrammus gruveli là một loài cá biển thuộc chi Diplogrammus trong họ Cá đàn lia. Loài này được mô tả lần đầu tiên vào năm 1963.

## Phân bố và môi trường sống
D. gruveli có phạm vi phân bố ở Tây Bắc Ấn Độ Dương. Loài cá này được tìm thấy tại kênh đào Suez.